# 2011–2012-es szlovén labdarúgó-bajnokság (első osztály)
A 2011–2012-es 1. SNL (teljes nevén: Prva Slovenska nogometna liga) a szlovén labdarúgó-bajnokság legmagasabb szintű versenyének 21. alkalommal megrendezett bajnoki éve. A pontvadászat 10 csapat részvételével 2011. július 16-án kezdődött, a záró fordulót 2012 májusában rendezik.
A címvédő az NK Maribor együttese, mely a 2010–11-es szezonban 9. bajnoki címét ünnepelte.

## A bajnokság rendszere
A pontvadászat 10 csapat részvételével zajlik, a csapatok a őszi-tavaszi lebonyolításban oda-visszavágós, körmérkőzéses rendszerben mérkőznek meg egymással. Minden csapat minden csapattal négyszer játszik: kétszer pályaválasztóként, kétszer pedig vendégként.
A bajnokság végső sorrendjét a 36 forduló mérkőzéseinek eredményei határozzák meg a szerzett összpontszám alapján kialakított rangsor szerint. A mérkőzések győztes csapatai 3 pontot, döntetlen esetén mindkét csapat 1-1 pontot kap. Vereség esetén nem jár pont. A bajnokság első helyezett csapata a legtöbb összpontszámot szerzett egyesület, míg az utolsó helyezett csapat a legkevesebb összpontszámot szerzett egyesület.
Azonos összpontszám esetén a bajnoki sorrendet az alábbi szempontok alapján határozzák meg:
1. az egymás ellen játszott bajnoki mérkőzések pontkülönbsége
2. az egymás ellen játszott bajnoki mérkőzések gólkülönbsége
3. az egymás ellen játszott bajnoki mérkőzéseken szerzett gólok száma
4. a bajnoki mérkőzések gólkülönbsége
5. a bajnoki mérkőzéseken szerzett gólok száma

A bajnokság győztese lesz a 2011–12-es szlovén bajnok, a 10. helyezett kiesik a másodosztályba, a 9. helyezett pedig oda-visszavágós osztályozót játszik a másodosztály ezüstérmesével.

## Változások a 2010–2011-es szezont követően
A 2010–11-es bajnoki év eredeti kiírása szerint a 9. helyezett Nafta Lendava oda-visszavágós osztályozót játszott volna a másodosztály ezüstérmesével, az Interblock Ljubljanával. Mivel azonban sem a másodosztály bajnoka, az Aluminij Kidričevo, sem az ezüstérmes Interblock Ljubljana, sem pedig a bronzérmes Dravinja nem kapott élvonalbeli licencet, így osztályozót nem rendeztek.
Búcsúzott az élvonaltól
- Primorje, 10. helyen

Feljutott az élvonalba
- Mura 05, a másodosztály 4. helyezettje

## Részt vevő csapatok
| Csapat        | Székhely    | Stadion                      | 2010–11     |
| ------------- | ----------- | ---------------------------- | ----------- |
| CM Celje      | Cille       | Arena Petrol                 | 8.          |
| NK Domžale    | Domžale     | Športni park                 | 2.          |
| ND Gorica     | Nova Gorica | Športni park                 | 5.          |
| FC Koper      | Koper       | SRC Bonifika Stadion         | 3.          |
| NK Maribor    | Maribor     | Stadion Ljudski Vrt          | 1.          |
| Mura 05       | Muraszombat | Fazanerija Stadion           | 4. (II. o.) |
| Nafta         | Lendva      | Športni park                 | 9.          |
| Olimpija      | Ljubljana   | Bežigrad Stadion             | 4.          |
| Rudar Velenje | Velenje     | Ob Jezeru Stadion            | 6.          |
| Triglav Kranj | Kranj       | Športni Center Stanko Mlakar | 7.          |

## A bajnokság állása
| #   | Csapat             | M | GY | D | V | G+ – G– | GK | P | Megjegyzések                                   |
| --- | ------------------ | - | -- | - | - | ------- | -- | - | ---------------------------------------------- |
| 1.  | NK DomžaleK        | 3 | 3  | 0 | 0 | 7–0     | +7 | 9 | 2012–2013-as Bajnokok Ligája – 2. selejtezőkör |
| 2.  | NK MariborCV       | 3 | 3  | 0 | 0 | 6–3     | +3 | 9 | 2012–2013-as Európa-liga – 1. selejtezőkör     |
| 3.  | CM Celje           | 3 | 2  | 0 | 1 | 5–1     | +4 | 6 | 2012–2013-as Európa-liga – 1. selejtezőkör     |
| 4.  | Mura 05Ú           | 3 | 1  | 1 | 1 | 2–3     | −1 | 4 |                                                |
| 5.  | Olimpija Ljubljana | 3 | 1  | 1 | 1 | 3–5     | −2 | 4 |                                                |
| 6.  | Rudar Velenje      | 3 | 1  | 0 | 2 | 6–4     | +2 | 3 |                                                |
| 7.  | Triglav Kranj      | 3 | 1  | 0 | 2 | 2–10    | −8 | 3 |                                                |
| 8.  | Nafta Lendava      | 3 | 1  | 0 | 2 | 4–4     | 0  | 3 |                                                |
| 9.  | Gorica             | 3 | 0  | 1 | 2 | 3–5     | −2 | 1 | Osztályozó                                     |
| 10. | FC Koper           | 3 | 0  | 1 | 2 | 1–4     | −3 | 1 | 2. SNL                                         |

Utolsó frissítés: 2011. július 31. 
Forrás: A 1. SNL hivatalos oldala (szlovénül) 
A rangsorolás alapszabályai: 1. összpontszám, 2. egymás elleni eredmények összpontszáma, 3. egymás elleni eredmények gólkülönbsége, 4. egymás elleni eredmények szerzett góljainak száma, 5. gólkülönbség, 6. szerzett gólok száma.
1A 2011–2012-es szlovén kupa győztese a 2012–2013-as Európa-liga 2. selejtezőkörében indulhat.
(B): Bajnokcsapat, (K): Kieső csapat, (F): Feljutó csapat, (I): Kupainduló, (R): A rájátszás győztese, (KGY): Kupagyőztes

## Eredmények

### Az 1–18. forduló eredményei
| Hazai \ Vendég1    | CEL | DOM | GOR | KOP | MAR | MUR | NAF | OLI | RUD | TRI |
| CM Celje           |     |     |     | 2–0 |     |     |     |     |     |     |
| NK Domžale         | 1–0 |     |     |     |     |     |     |     |     |     |
| Gorica             |     |     |     |     |     | 1–1 |     |     |     |     |
| FC Koper           |     |     |     |     |     |     |     | 1–1 |     |     |
| NK Maribor         |     |     | 2–1 |     |     |     |     |     | 2–1 |     |
| Mura 05            |     |     |     | 1–0 |     |     | 0–2 |     |     |     |
| Nafta Lendava      |     |     |     |     | 1–2 |     |     |     |     |     |
| Olimpija Ljubljana | 0–3 |     | 2–1 |     |     |     |     |     |     |     |
| Rudar Velenje      |     | 0–2 |     |     |     |     |     |     |     | 5–0 |
| Triglav Kranj      |     | 0–4 |     |     |     |     | 2–1 |     |     |     |

Utolsó felvett mérkőzés dátuma: 2011. július 31. 
Forrás: A 1. SNL hivatalos oldala (szlovénül) 
1A hazai csapatok a bal oldali oszlopban szerepelnek.
Színek: Zöld = hazai győzelem; Sárga = döntetlen; Piros = vendéggyőzelem.
 

### A 19–36. forduló eredményei
| Hazai \ Vendég1    | CEL | DOM | GOR | KOP | MAR | MUR | NAF | OLI | RUD | TRI |
| CM Celje           |     |     |     |     |     |     |     |     |     |     |
| NK Domžale         |     |     |     |     |     |     |     |     |     |     |
| Gorica             |     |     |     |     |     |     |     |     |     |     |
| FC Koper           |     |     |     |     |     |     |     |     |     |     |
| NK Maribor         |     |     |     |     |     |     |     |     |     |     |
| Mura 05            |     |     |     |     |     |     |     |     |     |     |
| Nafta Lendava      |     |     |     |     |     |     |     |     |     |     |
| Olimpija Ljubljana |     |     |     |     |     |     |     |     |     |     |
| Rudar Velenje      |     |     |     |     |     |     |     |     |     |     |
| Triglav Kranj      |     |     |     |     |     |     |     |     |     |     |

Utolsó felvett mérkőzés dátuma: 2011. július 31. 
Forrás: A 1. SNL hivatalos oldala (szlovénül) 
1A hazai csapatok a bal oldali oszlopban szerepelnek.
Színek: Zöld = hazai győzelem; Sárga = döntetlen; Piros = vendéggyőzelem.
 